# 하후돈
하후돈(중국어: 夏侯惇, 병음: Xiàhóu Dūn 샤허우둔[*], ?~220년 6월 13일)은 중국 후한 말 조조 휘하의 장군 겸 정치인이다. 자는 원양(중국어 정체자: 元讓, 간체자: 元让, 병음: Yuánràng 위안랑[*])이며 조조가 거병했을 때부터 도왔고 조조와 같은 해에 사망했다. 주로 후방에서 거점 방어를 맡아 조조가 안심하고 친정할 수 있게 했다. 여포의 부하 조성의 화살로 인해 한쪽 눈을 잃은 것으로 유명하다. 한나라의 개국공신 하후영의 후손이다.

## 생애

### 조조의 뒤에서 연주를 지키다
패국 초현(譙縣, 현재의 안후이성 보저우시) 사람이다. 조조가 거병할 때부터 늘 옆에서 함께 하였다. 190년(초평 원년) 조조가 반동탁 연합군의 일원으로서 분무장군(奮武將軍)을 칭하고 하후돈은 사마로 삼았다. 조조가 형양(滎陽)으로 진격했다가 서영에게 깨져 병사가 부족해졌으므로 하후돈이 양주(揚州)로 가서 모병하였다. 이후 백마(白馬)에 주둔하며 절충교위(折衝校尉)와 동군 태수를 겸하였다.
조조가 도겸의 서주를 치러 가면서 하후돈은 복양(濮陽)을 지키게 했다. 194년(흥평 원년) 장막이 여포를 불러들여 난을 일으키고 연주를 장악하였다. 조조의 가족이 있는 견성(鄄城)에서 순욱이 다급히 불러서 적은 병사만을 데리고 달려가 여포와 싸웠다. 여포는 군을 물려 복양을 점거하고 그 물자를 확보하였다. 하후돈은 견성으로 들어와 장막과 연동하려던 자들을 처단하였다. 그 과정에서 몇몇이 항복하는 척하다가 하후돈을 사로잡고 보화를 요구하였다. 하후돈의 부하 한호가 동요하는 군을 진정시킨 후 인질범의 협박에도 아랑곳하지 않고 공격하여 하후돈을 구출하였다. 조조가 서주에서 돌아와 여포를 칠 때 유시(流矢)에 맞아 왼쪽 눈을 잃었다. 그래서 맹하후(盲夏侯)란 별명이 생겼다. 하후돈은 이를 싫어해서 거울을 볼 때마다 화를 내며 땅에 내던졌다.

### 조조가 뒤를 맡기고 북벌에 나서다
진류, 제음 태수와 건무장군(建武―)을 겸하고 고안향후(高安鄕侯)에 봉해졌다. 큰 가뭄과 황충(蝗蟲)이 덮쳤기에 태수수(太壽水)를 가로막아 물을 모았으며 몸소 흙을 지고 장병들을 인솔하여 벼를 심는 데 힘써서 백성을 도왔다. 198년(건안 3년) 9월(음력) 패성(沛城)에 있던 유비가 고순과 장료에게 공격받아 구하려했지만 패하였다.
하남윤으로 전임되고 조조가 하북으로 출진할 때 후방을 지켰다. 202년 조조가 여양(黎陽, 지금의 허난성 쉰 현)에서 원담·원상 형제와 일진일퇴를 거듭할 동안 유표에게 의탁하던 유비가 섭현(葉縣)까지 치고 올라왔다. 이를 막으러 가니 유비가 자기 진지를 불태우고 박망(博望)으로 퇴각하였다. 이전의 만류에도 불구하고 우금과 함께 쫓았다가 복병에 당하였다. 진영에 남아있던 이전이 구하러 달려온 덕분에 유비가 후퇴하였다. 204년 업이 함락되자 복파장군(伏波―)을 겸하고 편의종사가 허락됐다. 205년 조조가 광평(獷平) 방면에서 오환을 상대하는 틈을 타 병주 자사 고간이 호관(壺關)을 틀어막고 사례로 남하하는 것을 사례교위 종요와 함께 막았다. 207년 그동안의 공로를 감안하여 식읍 1,800호를 더해 모두 2,500호가 되었다. 백랑산 전투에서 가장 공이 컸던 전주가 끝까지 봉작을 강하게 거부하기에 평소의 친분을 바탕으로 설득해보았지만 하후돈도 어쩔 수 없었다.

### 조조의 뒤를 바로 따라가다
215년 조조가 장로를 정벌할 때 그 동생 장위가 수만 명을 거느리고 양평관(陽平關)에서 항전하였다. 조조가 산 위의 여러 진지를 공격했지만 공략하지 못하고 사상자만 늘어났다. 군량마저 떨어져 퇴각을 결심하고 하후돈과 허저로 하여금 산 위에 흩어져 있는 병사들을 불러오게 하였다. 그러나 고조(高祚)가 지휘하던 최전선의 부대가 미처 돌아오지 못하고 밤에 그만 장위군의 진영으로 잘못 들어갔다. 때마침 사슴 수천 마리가 돌입하고 잘못 들어간 고조도 북과 피리를 울리니 장위가 크게 놀라 도망쳤다. 하후돈과 허저는 같이 후군에 있던 신비와 유엽이 이 사실을 말한 후에야 알아차렸다.
216년 유수구 전투에 종군한 후 다음해 조인, 장료, 장패 등 26군을 거느리고 거소(居巢, 지금의 안후이성 차오후시)에서 손권을 방비하였다. 조조가 “위강(魏絳)은 융과 화평한 공으로도 종과 경(磬)을 받았는데 하물며 장군은 어떠하랴!”라고 말하며 기악명창(伎樂名倡)을 주었다. 이후 전장군에 올라 소릉(召陵)에 주둔하였다. 220년(연강 원년) 조조가 죽고 조비가 위왕에 올라 하후돈을 대장군에 임명했다. 4월 죽었다. 시호는 충후(忠侯)라 하였다.

## 성품
매우 충성스러웠고 조조의 신임도 남달랐다. 조조의 수레에 동승했으며 다른 장수들보다도 특히 중하게 대우받아 그 침실까지도 출입하였다. 말년에 다른 장수들이 모두 위나라 관직을 받을 때 혼자만 여전히 한나라 관직이었다. 이는 신하의 예에 어긋난다며 상소했다. 조조가 “듣건대 신하란 스승 같은 자가 최선이요 벗 같은 자가 차선이라 했으니 무릇 그 덕만 귀히 여기면 되오. 어찌 구구한 위나라 관직에 연연하시오?”라고 하건만 고집스레 청하여 전장군에 임명됐다. 출정할 때도 스승을 모셔서 학문을 익혔다. 청렴하고 검소하여 조금이라도 재물이 생기면 주위에 나눠주었고 다른 경제행위는 하지 않아 관청에서 타다 썼다. 14살 때 자신의 스승을 모욕한 사람을 죽일 정도로 강직한 성품이 알려지기도 하였다.

## 삼국지연의
사서가 아닌 소설 《삼국지연의》에서는 많은 전투에 참여해 최전선에서 활약하는 맹장으로 묘사가 되었다. 서영, 변양, 교유 등을 직접 벤다. 눈을 잃는 장면은 고순과 싸우다가 조성이 쏜 화살에 왼쪽 눈을 맞아 “아버지의 정기와 어머니의 피로 된 것을 버릴 수는 없다”고 말하며 삼키고는 조성을 죽이는 것으로 그렸다. 예형의 입을 통해 완체장군(完體―)이라고 조롱당하는 장치로도 활용하였다. 오관참육장을 벌인 관우와 싸우려는데 장료가 말린다. 박망파 전투는 제갈량에게 당해서 스스로를 포박해 죽기를 청하는데 조조가 풀어준다. 경기(耿紀) 등이 일으킨 난을 진압한다. 죽을 때는 조조처럼 복황후, 동귀인(董貴人), 두 황자, 복완, 동승의 귀신을 보고 놀라 병이 드는 것으로 처리하였다.

## 평가
배잠(裴潛)은 하후돈이 조조의 일족이자 능력과 경험에서 첫째가는 장수로 동탁에게 여포가 있다면 조조에게는 하후돈이 있었다고 평했다.
배잠론(裴潛論)에서 하후돈은 서주 공략전에서 여포를 공격하다 한쪽 눈을 다쳐 대장군으로 승진하여 후방을 관리하였다고 한다.

## 가계
- 본인 : 하후돈
  - 장남 : 하후충(夏侯充)
    - 손자 : 하후이(夏侯廙)

  - 차남 : 하후무
  - 아들 : 하후자장
  - 아들 : 하후자강
- 동생 : 하후렴(夏侯廉)

## 같이 보기
- 삼국지 인물 목록

## 참고 문헌
- 《삼국지》9권 위서 제9 하후돈
- 《삼국지》1권 위서 제1 무제 조조